# Internazionali d'Italia 2007
Gli Internazionali d'Italia 2007 (chiamati anche Internazionali BNL d'Italia per motivi di sponsorizzazione) sono stati la 64ª edizione degli Internazionali d'Italia, che fa parte della categoria ATP Masters Series nell'ambito dell'ATP Tour 2007 e della Tier I nell'ambito del WTA Tour 2007. 
Sia che il torneo maschile che quello femminile si sono giocati al Foro Italico di Roma in Italia, il torneo maschile si è giocato dal 5 al 13 maggio, quello femminile dal 13 al 20 maggio 2007.

## Campioni

### Singolare maschile
Rafael Nadal ha battuto in finale  Fernando González con il punteggio di 6–2, 6–2

### Singolare femminile
Jelena Janković ha battuto in finale  Svetlana Kuznecova con il punteggio di 7–5, 6–1

### Doppio maschile
Fabrice Santoro /  Nenad Zimonjić hanno battuto in finale  Mike Bryan /  Bob Bryan con il punteggio di 6–4, 6–7, [10–7]

### Doppio femminile
Nathalie Dechy /  Mara Santangelo hanno battuto in finale  Tathiana Garbin /  Roberta Vinci con il punteggio di 6–4, 6–1